# Sabet El-Batal
Sabet El-Batal, anche scritto Thabet El-Batal (16 settembre 1953 – 12 febbraio 2005), è stato un calciatore egiziano, di ruolo portiere.

## Carriera
Con la Nazionale egiziana ha partecipato al Campionato mondiale di calcio 1990.

## Palmarès

### Titoli nazionali
- Campionato egiziano: 11

Al-Ahly: 1974-75, 1975-76, 1976-77, 1978-79, 1979-80, 1980-81, 1981-82, 1984-85, 1985-86, 1986-87, 1988-89
- Coppa d'Egitto: 7

Al-Ahly: 1977-78, 1980-81, 1982-83, 1983-84, 1984-85, 1988-89, 1990-91

### Titoli internazionali
- CAF Champions League: 2

Al-Ahly: 1982, 1987
- Coppa delle Coppe d'Africa: 3

Al-Ahly: 1983–84, 1984–85, 1985–86
- Supercoppa d'Asia: 1

Al-Ahly: 1988

### Altri piazzamenti
- Campionato egiziano

secondo posto: 1983-84, 1987-88, 1990-91
terzo posto: 1982-83
- Coppa d'Egitto

finalista: 1975-76
- CAF Champions League

finalista: 1983
semifinalista: 1981